# Noche en Saint-Cloud
Noche en Saint-Cloud (en noruego: Natt i Saint-Cloud) es una pintura del pintor noruego Edvard Munch. Fue creada en la localidad francesa de Saint-Cloud en 1890 y muestra a un hombre que mira al Sena por la noche desde su habitación. La imagen evoca un sentimiento de melancolía a través de su motivo y combinación de colores. En la obra de Munch juega un papel clave en la transición al simbolismo.

## Descripción
Un hombre con sombrero de copa se sienta en su habitación junto a la ventana por la noche y mira hacia un río. Los ejes verticales y horizontales de alto contraste de la imagen estructuran el espacio. Dan a la habitación una sensación de espacio, al encontrarse la figura al fondo en la esquina y una cortina en primer plano cerrando el encuadre en el borde izquierdo de la obra. El contorno de una mesa se puede ver en el lado derecho. Los tonos azul oscuro y violeta predominan en la habitación a oscuras. Solo se distinguen en el exterior manchas de color amarillo, naranja y rojizo representando la luna, su reflejo en el agua y las luces de las barcazas, y en el interior la excepción de la punta encendida del cigarrillo que el hombre fuma. La luna llena cubre el sofá y el piso con una pálida luz azulada y proyecta la sombra del marco de la ventana de doble cruz en la habitación vacía. La lámpara que cuelga en el techo está apagada.

## Interpretación
Para Dieter Buchhart, Noche en Saint-Cloud expresa una melancolía “entre depresión, tristeza y estado de ánimo depresivo”, que refleja el mundo emocional del propio Munch tras la muerte de su padre. El vacío de la habitación en la oscuridad, la disolución de la figura masculina en esa oscuridad de la noche, la forma de cruz arrojada a la habitación por la luz de la luna: todos estos son símbolos de “muerte, tristeza y soledad”. El interior sirve como espejo del alma humana, que está separada del mundo exterior por la ventana. Esta separación entre el mundo interior y exterior, simbolizada por una ventana, se encuentra repetidamente en la obra de Munch, por ejemplo en El beso en la ventana  o La niña enferma. Ulrich Bischoff describe el interior como una "prisión", una "jaula de cristal" en la que la gente se sienta como en un acuario. La imagen muestra al espectador cómo “la existencia del ser humano se desarrolla en su encierro”. Para Tone Skedsmo y Arne Eggum, la melancolía y el estado de ánimo contemplativo de la imagen surge del contraste entre la realidad interior y el mundo exterior. El hombre de la ventana parece estar fuera del tiempo y del espacio, pero al mismo tiempo está bajo la impresión de imágenes de su memoria que afectan su entorno. Por primera vez en la obra de Munch, la muerte se representa como un espacio espiritualmente vacío. Hans Dieter Huber describe Noche en Saint-Cloud como una "transición a un simbolismo sintético" en la obra de Munch. La naturaleza ya no se reproduce como es, sino que es un reflejo del estado de ánimo interior. El arte debe desencadenar en el espectador las mismas emociones que en el artista. La persona representada casi se funde con la oscuridad de la habitación: "Es uno con la habitación y uno con su soledad". La cortina parece cubrir la escena y sembrar "el silencio sobre la soledad de los melancólicos". Para Alf Bøe, la figura se convierte en la encarnación directa del intenso estado de ánimo melancólico de la imagen. Según Reinhold Heller, la representación de la figura sumergida en la contemplación en la atmósfera azulada de la muerte es tanto una representación simbólica de la muerte del padre de Munch como una representación simbólica de su propia melancolía en el invierno de 1890. La elección de los colores en la pintura fue influenciada por el fisiólogo Charles Henry, quien en su rueda cromática atribuyó un efecto depresivo y melancólico a los colores dominantes azul y violeta-verde. Bischoff ve una similitud estilística entre la pintura y los Nocturnos de James McNeill Whistler, en la que el motivo se disuelve en la niebla. Rodolphe Rapetti señala, sin embargo, que Munch difícilmente podría haber visto antes los Nocturnos de Whistler y señala más bien la influencia compositiva de los interiores de Edgar Degas.

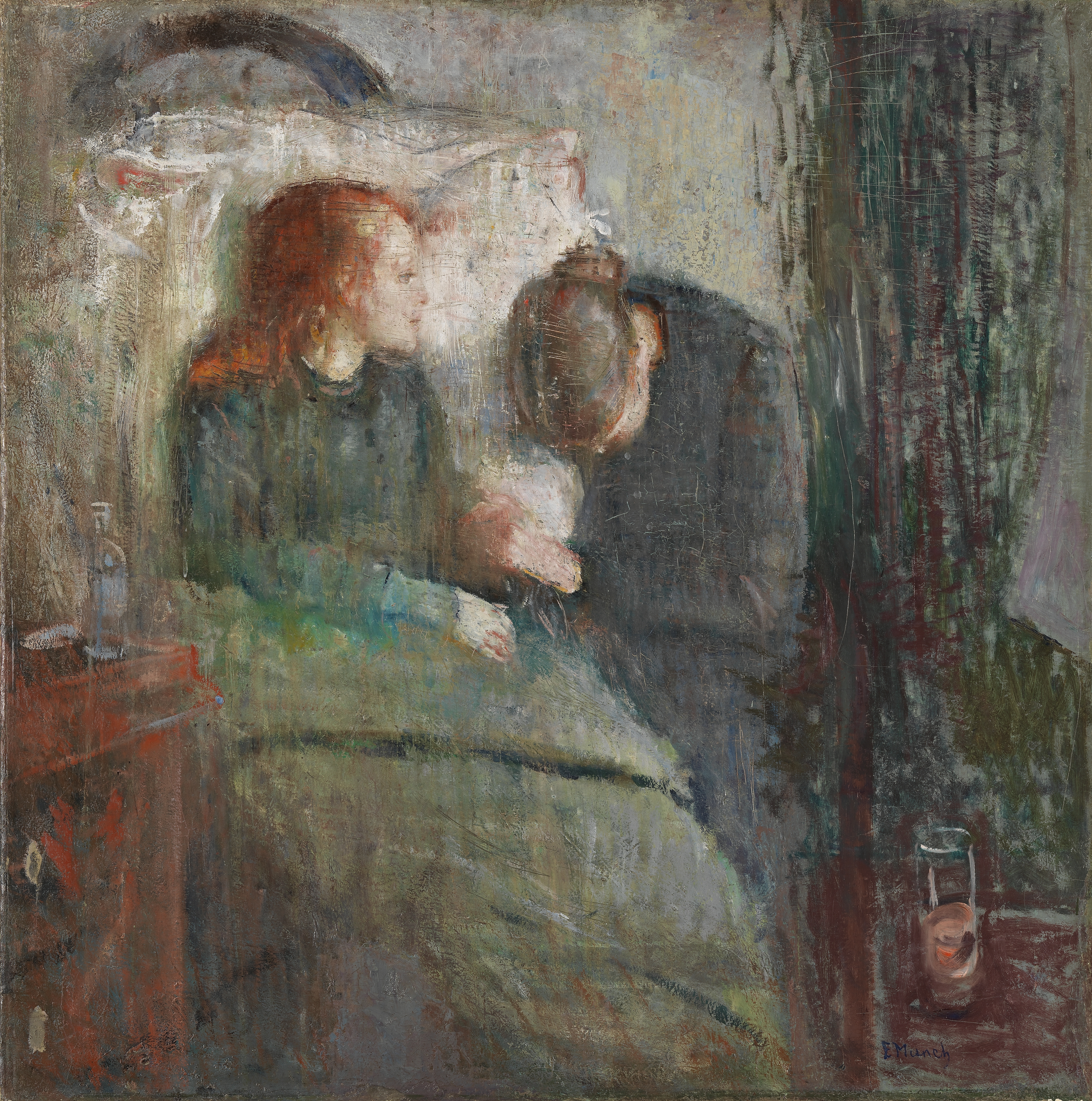
Edvard Munch: La niña enferma (1885-86, Galería Nacional de Noruega, Oslo.
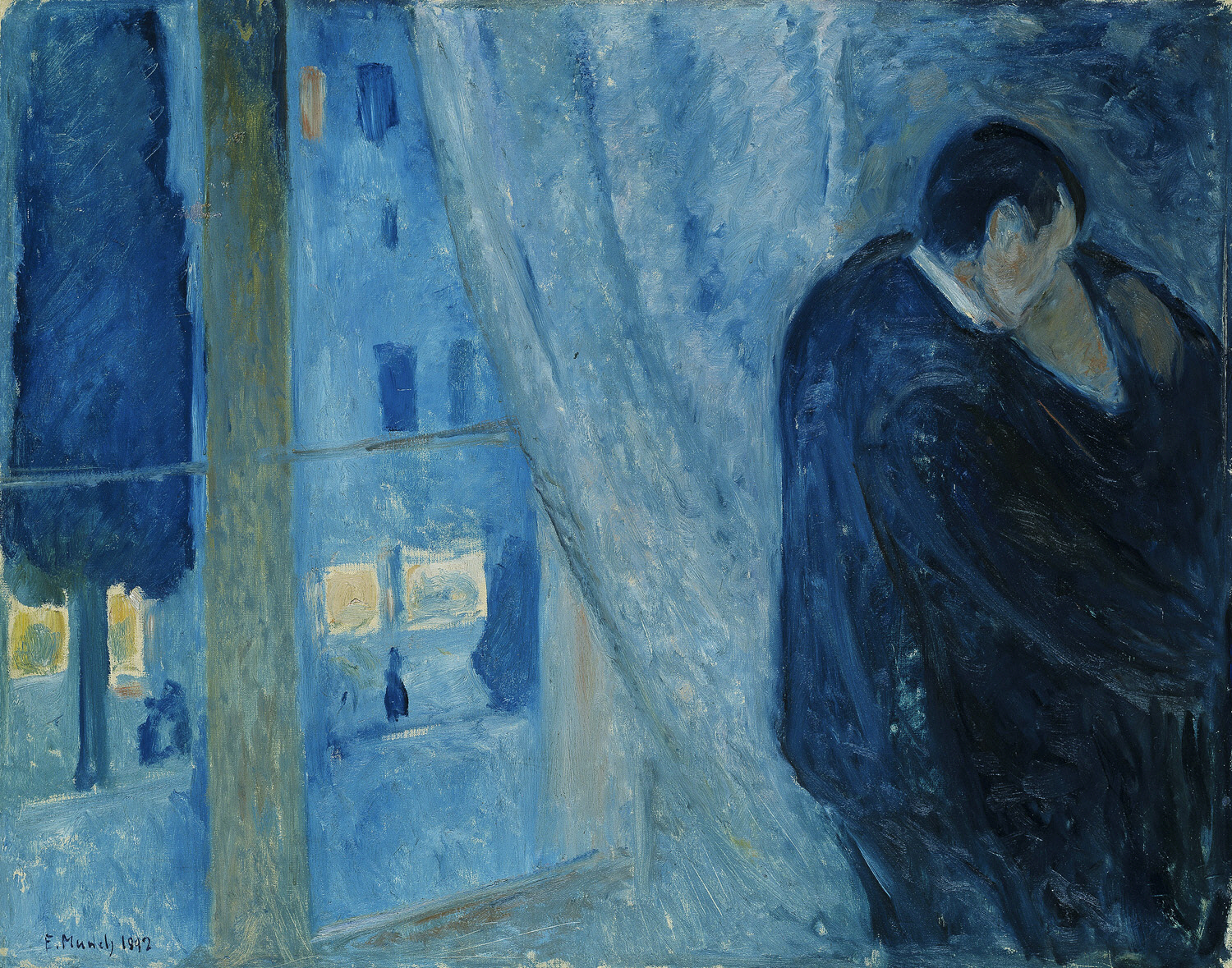
Edvard Munch: El beso en la ventana (1892, Galería Nacional de Noruega, Oslo.
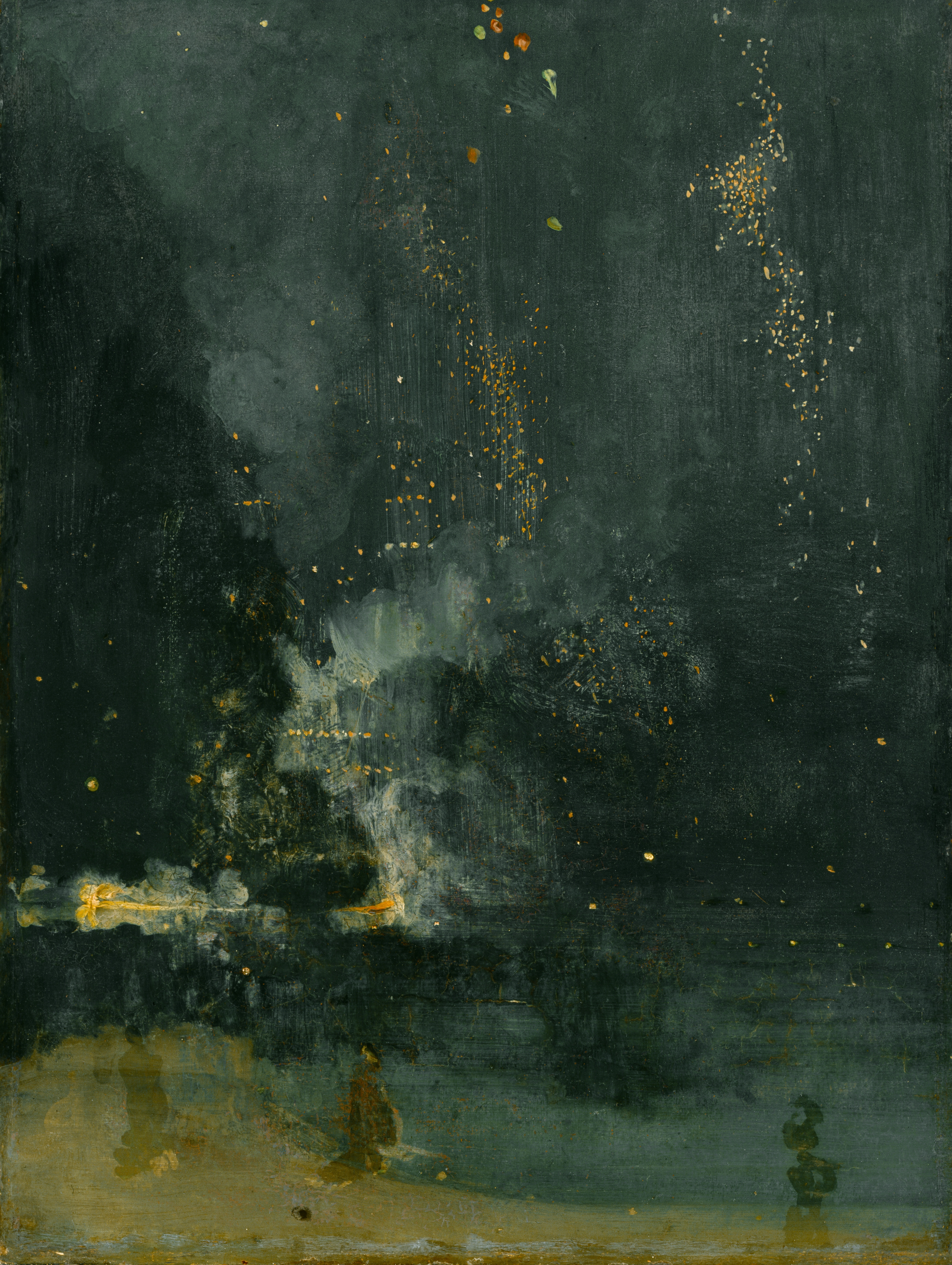
James McNeill Whistler : Nocturno en negro y oro: el cohete cayendo (1872–77), Detroit Institute of Arts.

## Antecedentes
En el otoño de 1889, Edvard Munch viajó a París para estudiar la escena artística local. Más tarde se trasladó a Saint-Cloud en el Sena, a pocos kilómetros de París. La exposición universal le dio la oportunidad de obtener una visión general del arte contemporáneo. En París, Munch conoció las obras de Gauguin, van Gogh, Toulouse-Lautrec, Caillebotte, Carrière, Ensor, Whistler y los neoimpresionistas. Inicialmente, sus obras de este período reflejaban particularmente su exploración del impresionismo, como las varias versiones de El Sena en Saint-Cloud o Primavera en la puerta de Karl Johan de 1890. Durante su estancia en Francia, que se prolongó con interrupciones hasta 1892, también creó sus primeros cuadros simbolistas-expresivos, que fueron formativos para su obra. Como primera imagen clave de este nuevo estilo, Noche en Saint-Cloud es de particular importancia.

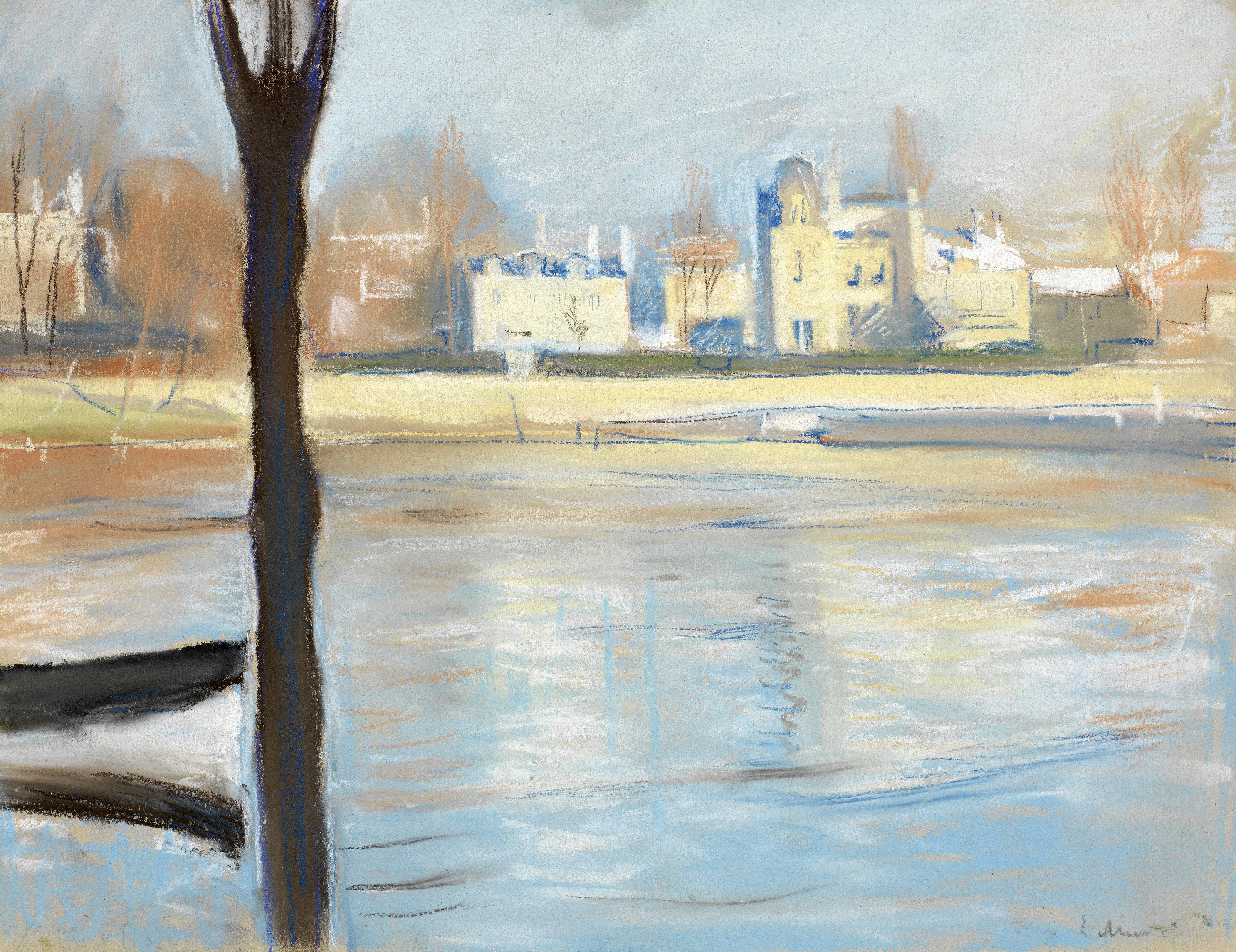
El Sena en Saint-Cloud (1890, desconocido).
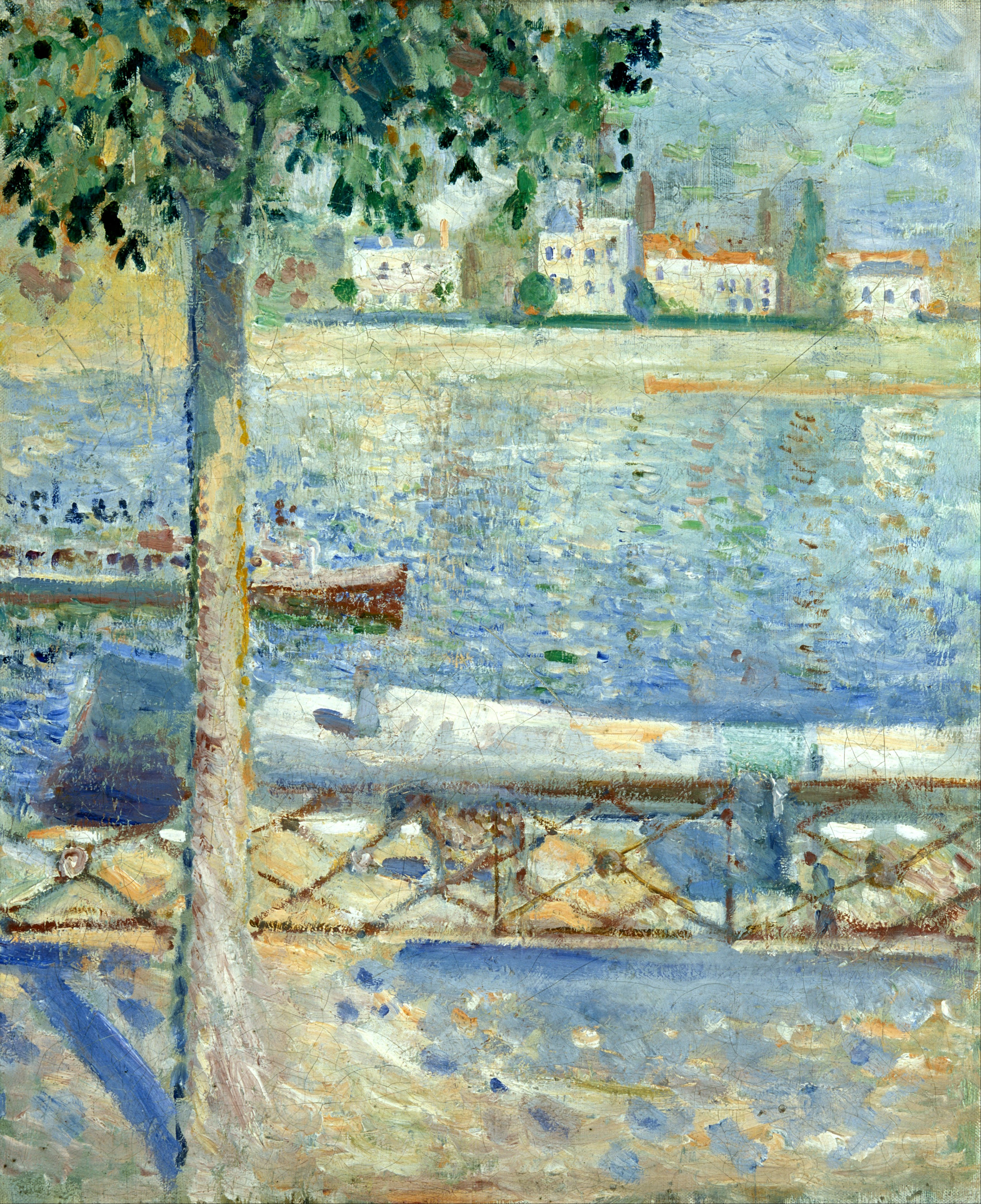
El Sena en Saint-Cloud (1890, Museo Munch de Oslo]).
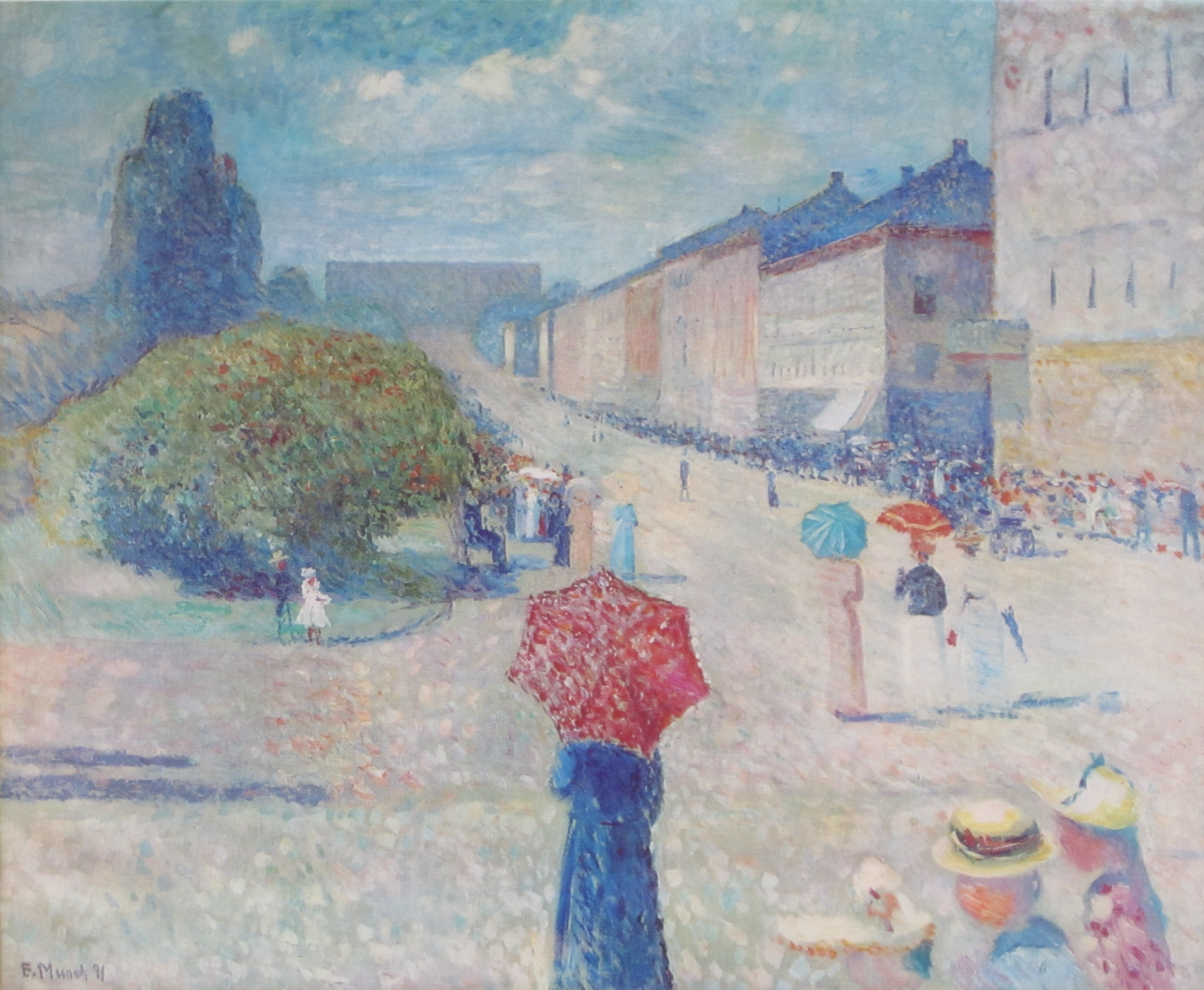
Primavera en la puerta de Karl Johan (1890, Galería de imágenes de Bergen).

En su vida privada, los primeros meses en Francia no fueron una época feliz para Munch, que se sentía solo en la metrópoli francesa. A principios de diciembre de 1889 se enteró de la muerte de su padre, que había fallecido repentinamente de un infarto. Un poeta danés llamado Emanuel Goldstein se convirtió en su mejor amigo durante esos días. Acercó a Munch a las ideas del simbolismo y se convirtió tanto en un alter ego para el pintor noruego que Munch lo usó como modelo para Noche en Saint-Cloud, un cuadro en el que representó su propia habitación y capturó su estado de ánimo en ese momento. En las anotaciones de su diario escribió: “Qué brillante estaba afuera. Uno pensaría que era de día. […] Es la luna que brilla sobre el Sena. Brilla a través de la ventana de mi habitación y arroja un rectángulo azulado al suelo. Mientras yacía allí y miraba por la ventana, otras imágenes pasaron volando por mis ojos, vaga e indistintamente como proyecciones de una linterna mágica." 
Además de las imágenes, en el invierno de 1889-90 Munch creó importantes escritos autobiográficos y teóricos, como el llamado Manifiesto de Saint Cloud, con el que finalmente rechazó el impresionismo y el naturalismo y se volvió hacia el Misticismo y el simbolismo con fervor casi religioso: “La gente tendría que ver a los santos, a los poderosos aquí, y se quitarían el sombrero, como en la iglesia. - Quiero crear toda una serie de imágenes de este tipo. No hay que pintar más interiores, ni gente que lea, ni mujeres que tejan. Deben ser personas vivas que respiren y sientan, sufran y amen.“  En el sentido de este manifiesto teórico, Reinhold Heller ve el cuadro Noche en Saint-Cloud como un manifiesto de ese desprendimiento de una representación puramente externa de la realidad y el giro hacia un arte que utiliza símbolos para expresar el estado subjetivo de la mente del artista. Es una simbolización del lema de Munch: “No pinto lo que veo, sino lo que vi." 

## Procedencia, recepción y variantes

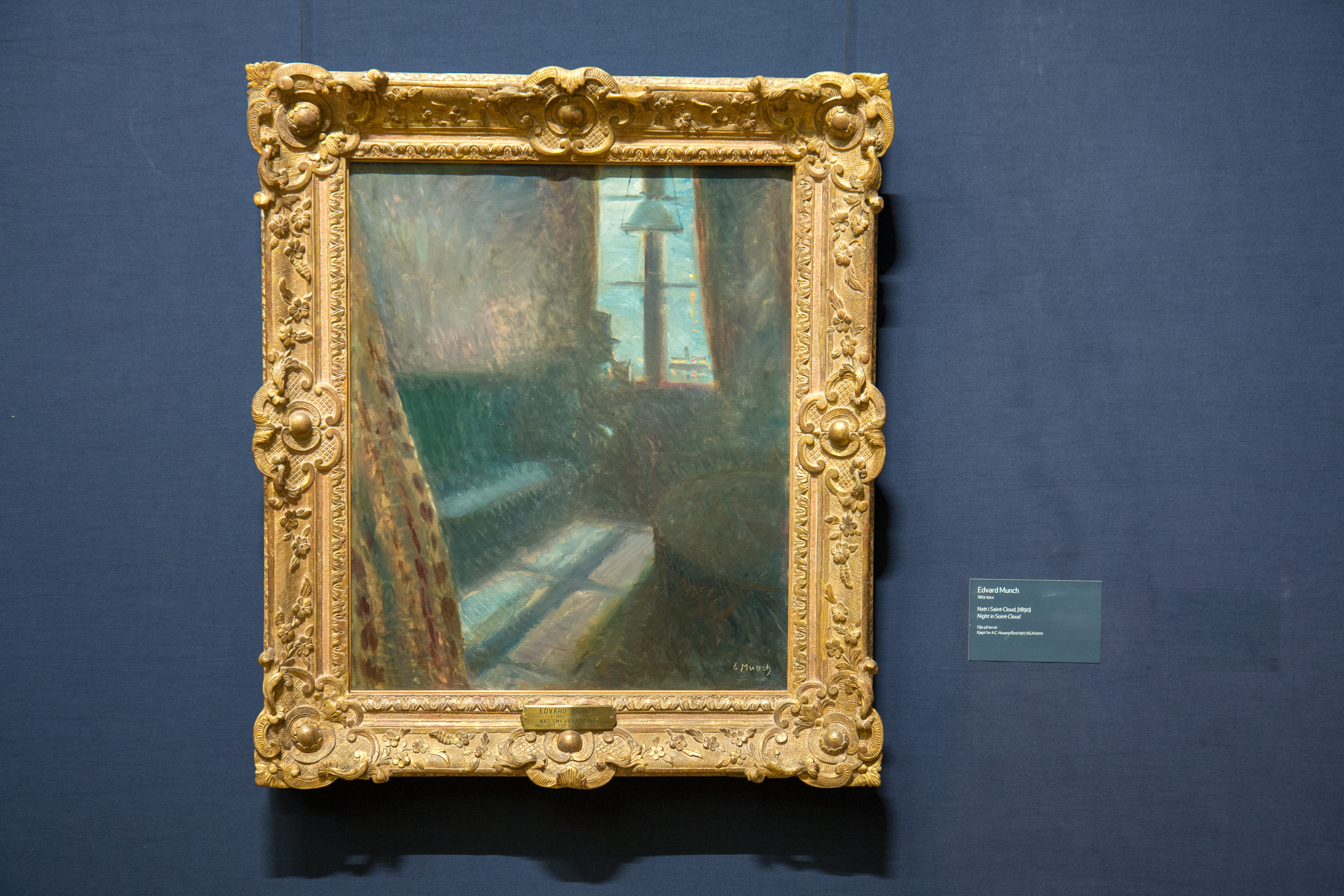
Noche en Saint-Cloud con marco en la Galería Nacional de Noruega.

Edvard Munch: Luz de luna. Noche en Saint-Cloud. Aguafuerte, 1895, 31,0 × 25,2 cm, Thielska galleriet, Estocolmo.

Munch presentó la obra, en ese momento todavía bajo el título simple Noche, por primera vez públicamente como una de las diez pinturas en la exposición anual de otoño en el Tivoli de Cristianía, hoy Oslo, del 6 de octubre al 9 de noviembre de 1890. Aquí el médico, geólogo y coleccionista de arte noruego Fredrik Arentz la compró por 100 coronas, que era solo un tercio del precio establecido de 300 coronas. En 1917, la Galería Nacional de Noruega adquirió la pintura de la propiedad de Arentz.
Los "experimentos en un entorno extranjero" de Munch fueron recibidos negativamente, a veces francamente con hostilidad, por la crítica local, que estaba ligada al naturalismo. Solo el crítico de arte Andreas Aubert reconoció la importancia del desarrollo artístico de Munch. Vio en el pintor "la encarnación de la 'cuarta generación', una época que obviamente está a punto de amanecer. Munch pertenece a una generación de personas sutiles, patológicamente sensibles a las que nos encontramos cada vez con más frecuencia en el arte más reciente, y que se autodenominan “decadentes”, como los hijos de una época sobre-refinada y sobrecivilizada." En la figura sentada de la imagen Noche reconoció a "un 'decadente' en el verdadero sentido de la palabra: Vive su vida en pensamiento mientras mira sin rumbo fijo las oscuras aguas del Sena, que se desperdician suavemente." 
Una exposición de la pintura en Berlín en 1892 fue un éxito inicial para Munch. Se le encargó que hiciera más copias de la imagen, de las cuales hizo cuatro en 1893, que son de propiedad privada. En una de estas variantes, el simbolismo de la muerte se enfatiza aún más en que la cruz del marco de la ventana se reduce a una y un jarrón con una mandrágora está sobre la mesa. 1895, Munch volvió al motivo con un grabado a punta seca, lo que para Rapetti muestra que el pintor era consciente de la importancia de imagen original para su posterior desarrollo artístico. En el mismo año, Munch retomó la atmósfera de "contemplación silenciosa y melancólica [...]" en el Autorretrato con cigarrillo y una vez más mostró a un artista "en un mundo alejado de la vida cotidiana en la bruma azul de la muerte ". Noche en Saint-Cloud también tuvo una influencia formativa en la llamada "pintura azul" de la escuela neorromántica en Noruega.